# Ливерпул (хребет)
Ливерпул (англ. Liverpool Range) — горы в Австралии, расположенные на территории штата Новый Южный Уэльс.

## География
Ливерпул представляет собой горный хребет, имеющий вулканическое происхождение и расположенный в «лавовой провинции» австралийского штата Новый Южный Уэльс. Горы сложены преимущественно из натриевого базанита и щелочного базальта. Хребет берёт своё начало у вулканического плато Баррингтон-Топс и тянется примерно на 100 км в западном направлении, образуя северную границу региона Хантер. Часть хребта Ливерпул образует водораздел между внутренними и прибрежными районами Нового Южного Уэльса, являясь, таким образом, частью Большого Водораздельного хребта. Высшая точка Ливерпула, гора Оксли, достигает 1372 м.
На южных склонах гор берут начало многие реки, в том числе, река Хантер и её притоки. На северных склонах находятся истоки рек Пил и Муки.

## История
Горы названы в честь Роберта Дженкинсона, лорда Ливерпуля, который был премьер-министром Великобритании в то время, когда европейцы осваивали этот регион. В первые колониальные годы горы Ливерпул представляли собой большое препятствие для европейских колонизаторов в Новом Южном Уэльсе. Первый маршрут через хребет, проход Пандорра, был открыт ботаником Алланом Каннингемом (англ. Allan Cunningham) в 1827 году.